# Erigeron lassenianus
Erigeron lassenianus là một loài thực vật có hoa trong họ Cúc. Loài này được Greene mô tả khoa học đầu tiên năm 1897.